# Silvio Rodić
Silvio Rodić (ur. 25 lipca 1987 w Osijku) – chorwacki piłkarz występujący na pozycji bramkarza. Wychowanek Jedinstvo Donji Miholjac, w trakcie swojej kariery reprezentował także barwy NK Koprivnica, Slaven Belupo, Zagłębia Lubin, Górnika Łęczna i Eastern Suburbs AFC. 24 stycznia 2014 roku został na pół roku wypożyczony do Zagłębia. Były reprezentant Chorwacji do lat 21.

## Statystyki kariery
(aktualne na dzień 18 sierpnia 2014)
| Klub               | Sezon                   | Liga                    | Liga  | Liga   | Puchar kraju | Puchar kraju | Europa | Europa | Suma  | Suma   |
| Klub               | Sezon                   | Liga                    | Mecze | Bramki | Mecze        | Bramki       | Mecze  | Bramki | Mecze | Bramki |
| ------------------ | ----------------------- | ----------------------- | ----- | ------ | ------------ | ------------ | ------ | ------ | ----- | ------ |
| NK Koprivnica      | 2005/06                 | Druga HNL               | 12    | 0      | 1            | 0            | –      | –      | 13    | 0      |
| NK Koprivnica      | 2006/07                 | Druga HNL               | 26    | 0      | 2            | 0            | –      | –      | 28    | 0      |
| NK Koprivnica      | Ogólnie w NK Koprivnica | Ogólnie w NK Koprivnica | 38    | 0      | 3            | 0            | -      | -      | 41    | 0      |
| Slaven Belupo      | 2007/08                 | Prva HNL                | 6     | 0      | 0            | 0            | 1      | 0      | 7     | 0      |
| Slaven Belupo      | 2008/09                 | Prva HNL                | 33    | 0      | 0            | 0            | 6      | 0      | 39    | 0      |
| Slaven Belupo      | 2009/10                 | Prva HNL                | 13    | 0      | 0            | 0            | 6      | 0      | 19    | 0      |
| Slaven Belupo      | 2010/11                 | Prva HNL                | 29    | 0      | 1            | 0            | –      | –      | 30    | 0      |
| Slaven Belupo      | 2011/12                 | Prva HNL                | 27    | 0      | 0            | 0            | –      | –      | 27    | 0      |
| Slaven Belupo      | 2012/13                 | Prva HNL                | 27    | 0      | 3            | 0            | 4      | 0      | 34    | 0      |
| Slaven Belupo      | 2013/14                 | Prva HNL                | 15    | 0      | 2            | 0            | –      | –      | 17    | 0      |
| Slaven Belupo      | Ogólnie w Slaven Belupo | Ogólnie w Slaven Belupo | 150   | 0      | 6            | 0            | 17     | 0      | 173   | 0      |
| Zagłębie Lubin     | 2013/14                 | Ekstraklasa             | 12    | 0      | 5            | 0            | –      | –      | 17    | 0      |
| Górnik Łęczna      | 2014/15                 | Ekstraklasa             | 5     | 0      | 0            | 0            | –      | –      | 5     | 0      |
| Ogólnie w karierze | Ogólnie w karierze      | Ogólnie w karierze      | 205   | 0      | 14           | 0            | 17     | 0      | 236   | 0      |